# Брэдбери, Гарретт
Гарретт Брэдбери (англ. Garrett Bradbury; 20 июня 1995, Шарлотт, Северная Каролина) — профессиональный американский футболист, выступающий на позиции центра в клубе НФЛ «Миннесота Вайкингс». На студенческом уровне играл за команду университета штата Северная Каролина. Обладатель трофея Римингтона лучшему центру студенческого футбола по итогам 2018 года. На драфте НФЛ 2019 года был выбран в первом раунде под общим восемнадцатым номером.

## Биография
Гарретт Брэдбери родился 20 июня 1995 года в Шарлотте в Северной Каролине. Он окончил старшую школу Шарлотт Крисчен, в составе её футбольной команды играл на позициях ди-энда и тайт-энда. Дважды в составе команды он выигрывал чемпионат Спортивной ассоциации независимых школ Северной Каролины. За карьеру Брэдбери набрал на приёме 918 ярдов с двенадцатью тачдаунами. На момент окончания школы он занимал 54 место в рейтинге тайт-эндов по версии ESPN.

### Любительская карьера
В 2014 году Брэдбери поступил в университет штата Северная Каролина. Первый сезон он провёл в статусе освобождённого игрока, не принимая участия в матчах команды. В 2015 году тренерский штаб команды перевёл его на позицию гарда. Брэдбери из-за травмы пропустил три первых матча турнира NCAA, а в остальных действовал в составе специальных команд.
Игроком стартового состава он стал в 2016 году, проведя на поле 87 % всех розыгрышей нападения «Эн Си Стейт Вулфпэк». В сезоне 2017 года Брэдбери сыграл 98 % розыгрышей, а линия нападения команды стала второй среди представителей пяти сильнейших конференций, пропустив только тринадцать сэков в тринадцати матчах. В 2018 году Брэдбери сыграл во всех матчах Вулфпэк на позиции стартового центра, ни разу не позволив защитникам оказать давление на квотербека. По итогам сезона он был включён в сборную звёзд NCAA и стал обладателем трофея Римингтона лучшему центру студенческого футбола.

### Профессиональная карьера
Перед драфтом НФЛ 2019 года аналитик сайта Bleacher Report Мэтт Миллер к сильным сторонам Брэдбери относил его подвижность в боковых направлениях, позволяющую эффективно играть в зонных схемах блокирования, опыт действий на различных позициях, понимание игры защитников, технику работы руками. Среди минусов Миллер отмечал недостаточные габариты игрока, свойственную ему прямолинейность и нехватку силы в нижней части тела. Брэдбери прогнозировалось место в стартовом составе клуба НФЛ на одной из трёх позиций центральной части линии нападения.
Брэдбери был выбран «Миннесотой» в первом раунде драфта под общим восемнадцатым номером. В мае он подписал с клубом четырёхлетний контракт. В своём дебютном сезоне он сыграл в стартовом составе в шестнадцати матчах регулярного чемпионата и двух играх плей-офф. На поле Брэдбери провёл 989 розыгрышей, пропустив 26 давлений на квотербека и четыре сэка. По оценкам сайта Pro Football Focus он стал худшим из 36 центров лиги по блокированию в пасовых розыгрышах. В 2020 году он сыграл в шестнадцати матчах чемпионата, приняв участие в 100 % розыгрышей нападения «Вайкингс». По версии Pro Football Focus Брэдбери второй сезон подряд стал худшим центром НФЛ по игре в пасовом нападении. Издание также назвало его «самой большой ошибкой драфта за последние пять лет», отметив, что выбранные после него Элгтон Дженкинс и Эрик Маккой к этому моменту вошли в число сильнейших внутренних линейных лиги.